# Lenzkirch
Lenzkirch település Németországban, azon belül Baden-Württembergben. Lakosainak száma 5171 fő (2023. december 31.).

## Népesség
A település népessége az elmúlt években az alábbi módon változott:
| Lakosok száma | 4236 | 4970 | 5062 | 5048 | 5023 | 5138 | 5171 |
|               | 1975 | 2015 | 2017 | 2019 | 2021 | 2022 | 2023 |